# Bataille de Fortín
Expédition du Mexique
Batailles
- Fortín
- Las Cumbres
- 1er Puebla
- Barranca Seca
- Cerro del Borrego
- Tampico
- 2e Puebla
- Atlixco
- San Pablo del Monte
- San Lorenzo
- Totoapan
- Morelia
- Campeche
- Veranos
- Tacámbaro
- La Loma
- Parral
- Chihuahua
- Álamos
- Ixmiquilpan
- Bagdad
- Camargo
- Miahuatlán
- Carbonera
- Guayabo
- Villa de Álvarez
- San Jacinto
- Querétaro

La bataille de Fortín est la première bataille de l’intervention française au Mexique. Elle a lieu le 19 avril 1862. Lors de cet engagement mineur, les Français battent les troupes de l’armée républicaine mexicaine.

## Contexte
À la suite de la rupture des négociations avec le gouvernement mexicain, les Français doivent laisser 340 malades à Orizaba. L’attitude ambiguë de la France fait éclater la coalition avec l’Espagne et la Grande-Bretagne (9 avril 1862). Après l’assassinat de trois soldats français, le général Latrille de Lorencez s’inquiète du sort des malades d’Orizaba. Prétextant qu’une lettre du général Zaragoza menaçait la sécurité de ces derniers, il fait marcher ses troupes (environ 7 000 hommes) à leur secours.

## L’engagement
Le 19 avril, à 2 heures de l’après-midi, la colonne française quitte Cordoba pour gagner Orizaba. À 5 heures, près du lieu-dit Le Fortin, un officier mexicain se présente devant l’avant-garde et affirme vouloir parlementer. L'officier commandant l’avant-garde française, le capitaine d'état-major Capitan, soupçonne une ruse pour reconnaître les effectifs français et éconduit l'officier mexicain.
Après s’être retiré, l’officier réapparaît un peu plus tard à la tête d’un détachement de lanciers qui s’était dissimulé vraisemblablement derrière le relief et la végétation. Deux pelotons de chasseurs d’Afrique sont envoyés à leur rencontre. Les Mexicains tournent bride et une poursuite s’engage pendant vingt minutes. Ils sont rattrapés près de la baranca Metela et décident de faire face mais sont tués, blessés, faits prisonniers ou s’enfuient vers Orizaba.

## Conséquences
Apprenant la nouvelle de l’engagement, le général Ignacio Zaragoza, qui se trouvait à proximité d’Orizaba, prend la route de Puebla dans la soirée. Le lendemain, Latrille de Lorencez fait son entrée dans Orizaba. Il y fait une proclamation justifiant sa conduite par le « vil attentat » dont Zaragoza aurait menacé les malades français. Cette excuse semble constituée de toutes pièces, comme les faux témoignages que Dubois de Saligny, ministre plénipotentiaire de la France, avait produits lors des négociations afin de renforcer la cause de l’Intervention.
Après cette victoire mineure, le général de Lorencez témoigne d’un optimisme déplacé. Grisé par le succès, il écrit à Napoléon qu’il pense se rendre bientôt maître de Mexico. Le 27 avril, il marche sur la capitale mexicaine. Le 5 mai 1862, il subit un échec devant Puebla et doit se retirer sur Orizaba.